# علف بلوری
علف بلوری(نام علمی: Riccia fluitans) نام یک گونه از division سرخس است.